# 代代木上原站
代代木上原站（日语：／ Yoyogi-uehara eki */?）是位於日本東京都澀谷區西原三丁目，屬於小田急電鐵、東京地下鐵的鐵路車站。

## 概要
此站有小田急電鐵小田原線與東京地下鐵千代田線停靠。本站雖是千代田線終點，但部分列車在本站與小田原線互相直通運行。因此，本站是兩公司的共同使用站，由小田急管理。小田原線車站編號為OH 05，千代田線為C 01。
本站是小田急電鐵的站長所在站，管理「新宿管區代代木上原管內」南新宿站至本站的區段。東京地下鐵方面，則是表參道站務管區明治神宮前地域的被管理站。

## 歷史
- 1927年（昭和2年）4月1日：代代幡上原站開業。
- 1941年（昭和16年）10月15日：改稱代代木上原站。
- 1945年（昭和20年）
  - 6月1日：停止營業。
  - 12月1日：重新營業。
- 1977年（昭和52年）10月18日：新站房完工（為了與帝都高速度交通營團千代田線相互直通運轉而改建）。
- 1978年（昭和53年）
  - 3月31日：營團地下鐵千代田線代代木公園 - 代代木上原間通車，與小田急小田原線相互直通運轉。同時與日本國有鐵道（現東日本旅客鐵道）常磐線（各站停車）直通運轉。由於是轉乘站，開始停靠小田急線急行、準急。
  - 8月1日：營團設置地震警報裝置[1]。
- 1993年（平成5年）3月17日：商業設施「acorde代代木上原」開幕[3]。
- 2007年（平成19年）2月1日：小田急定期券售票處中止營業。
- 2008年（平成20年）3月15日：小田急特急浪漫特快直通千代田線。本站為運轉停車站。
- 2010年（平成22年）2月：小田急月台的列車資訊看板更換為全彩LED式。
- 2011年（平成23年）6月23日：商業設施「acorde代代木上原」重新開幕[4]。
- 2013年（平成25年）3月1日：小田急剪票口啟用異常運行資訊顯示器[5]
- 2016年（平成28年）
  - （時期不明）：小田急剪票口新設列車資訊顯示器。
  - 7月4日：廣播裝至更新，千代田線列車也使用小田急式廣播。
- 2017年（平成29年）1月：千代田線3號月台的列車資訊顯示器將改為全彩LED[6]，但沒有韓文與中文[7]。
- 2018年（平成30年）3月3日：代代木上原－東北澤間複複線化。下旬導入新型站名標。
- 2019年（令和元年）10月12日：千代田線月台門開始使用。
- 2020年（令和2年）3月22日：小田急線月台門開始使用。

## 車站構造
本站是島式月台2面4線高架車站。千代田線使用中間2線，可與小田原線直通。
本站由小田急管理，因此站名標採用小田急樣式，但千代田線列車停靠的2、3號月台使用千代田線代表色綠色。另外，3號月台有東京地下鐵樣式的列車資訊顯示器，與車掌使用的發車蜂鳴器按鈕。
東北澤側有兩條千代田線折返使用的調車線。由於直通駛入千代田線的東日本旅客鐵道（JR東日本）209系無法駛入小田急小田原線，必須使用此調車線折返。過去使用JR東海371系電車行駛浪漫特快朝霧號時，可在這個私鐵車站看到JR東日本與JR東海車輛出現在月台上。小田原線的複複線化工程在2018年3月3日完成。本站與東北澤間在工程期間的線路變化如下。
| 工程前                               | 工程開始初期                 | 2006年7月                        | 2008年3月                        | 地下化前                     | 地下化後                     | 工程後                         |
| ------------------------------------ | ---------------------------- | -------------------------------- | -------------------------------- | ---------------------------- | ---------------------------- | ------------------------------ |
| 小田急小田原線上行線（緩行線）       | 小田急小田原線上行線         | 工程中（隧道建設）               | 小田急小田原線臨時上行線         | 工程中                       | 小田急小田原線上行線         | 小田急小田原線上行線（急行線） |
| 小田急小田原線上行線（急行線）       | 工程中                       | 工程中（隧道建設）               | 工程中（隧道建設）               | 小田急小田原線上行線         | 工程中                       | 小田急小田原線上行線（緩行線） |
| 東京地下鐵千代田線電車留置線（山側） | 東京地下鐵千代田線電車留置線 | 小田急小田原線臨時上行線         | 工程中                           | 東京地下鐵千代田線電車留置線 | 東京地下鐵千代田線電車留置線 | 東京地下鐵千代田線電車留置線   |
| 東京地下鐵千代田線電車留置線（海側） | 東京地下鐵千代田線電車留置線 | 東京地下鐵千代田線臨時電車留置線 | 東京地下鐵千代田線臨時電車留置線 | 東京地下鐵千代田線電車留置線 | 東京地下鐵千代田線電車留置線 | 東京地下鐵千代田線電車留置線   |
| 小田急小田原線下行線（急行線）       | 工程中                       | 東京地下鐵千代田線臨時電車留置線 | 東京地下鐵千代田線臨時電車留置線 | 小田急小田原線下行線         | 工程中                       | 小田急小田原線下行線（緩行線） |
| 小田急小田原線下行線（緩行線）       | 小田急小田原線下行線         | 小田急小田原線下行線             | 小田急小田原線下行線             | 工程中                       | 小田急小田原線下行線         | 小田急小田原線下行線（急行線） |

### 月台配置
| 月台 | 所屬業者   | 路線     | 方向 | 目的地                 | 備註                                  |
| ---- | ---------- | -------- | ---- | ---------------------- | ------------------------------------- |
| 1    | 小田急電鐵 | 小田原線 | 下行 | 小田原、片瀨江之島方向 | 新宿方向發出列車                      |
| 2    | 小田急電鐵 | 小田原線 | 下行 | 小田原、片瀨江之島方向 | 千代田線方向發出列車 千代田線回送列車 |
| 3    | 東京地下鐵 | 千代田線 | -    | 北綾瀨方向             | 綾瀨站直通 常磐線（各站停車）         |
| 4    | 小田急電鐵 | 小田原線 | 上行 | 新宿方向               |                                       |

（來源：東京地下鐵:構內圖（页面存档备份，存于））
- 千代田線折返列車在2號月台停靠後，利用拖上線折返至3號月台發車往綾瀨方向。3號月台的乘車位置以顏色識別，始發先發使用深藍色，始發次發使用綠色、小田急直通使用藍色。
- 小田原線以本站為終點站的班次非常少。2018年3月19日起，新增平日下行本站終點列車。
- 下行月台寬度比上行月台寬數公尺。
- 拖上線在夜間會停放一列千代田線車輛。

#### 發車月台
- 代代木上原 - 東北澤急行線停止使用後
  - 新宿方向
    - 發往本站停靠1號月台（直進）
    - 本站出發停靠4號月台（直進）

  - 小田原方面（緩行線）
    - 發往本站停靠3號月台（向右分岐→向左匯入）、4號月台（直進）
    - 本站出發停靠1號月台（直進）、2號月台（向左分岐→向右匯入）

  - 小田原方向（急行線）
    - 停止使用

  - 綾瀨方向
    - 發往本站停靠2號月台（直進）
    - 本站出發停靠3號月台（直進）

  - 小田原拖上線
    - 發往本站停靠3號月台（直進）
    - 本站出發停靠2號月台（直進）

### 站內
兩月台各有兩處樓梯。站內沒有電扶梯（僅站外）。兩月台各有一座電梯。
商店在各月台中間，1、2號月台是小田急系，3、4號月台是東京地下鐵系商店。
2018年3月下旬導入有LED照明的新型站名標。同時站內資訊看板統一樣式，加入韓文與簡體中文。

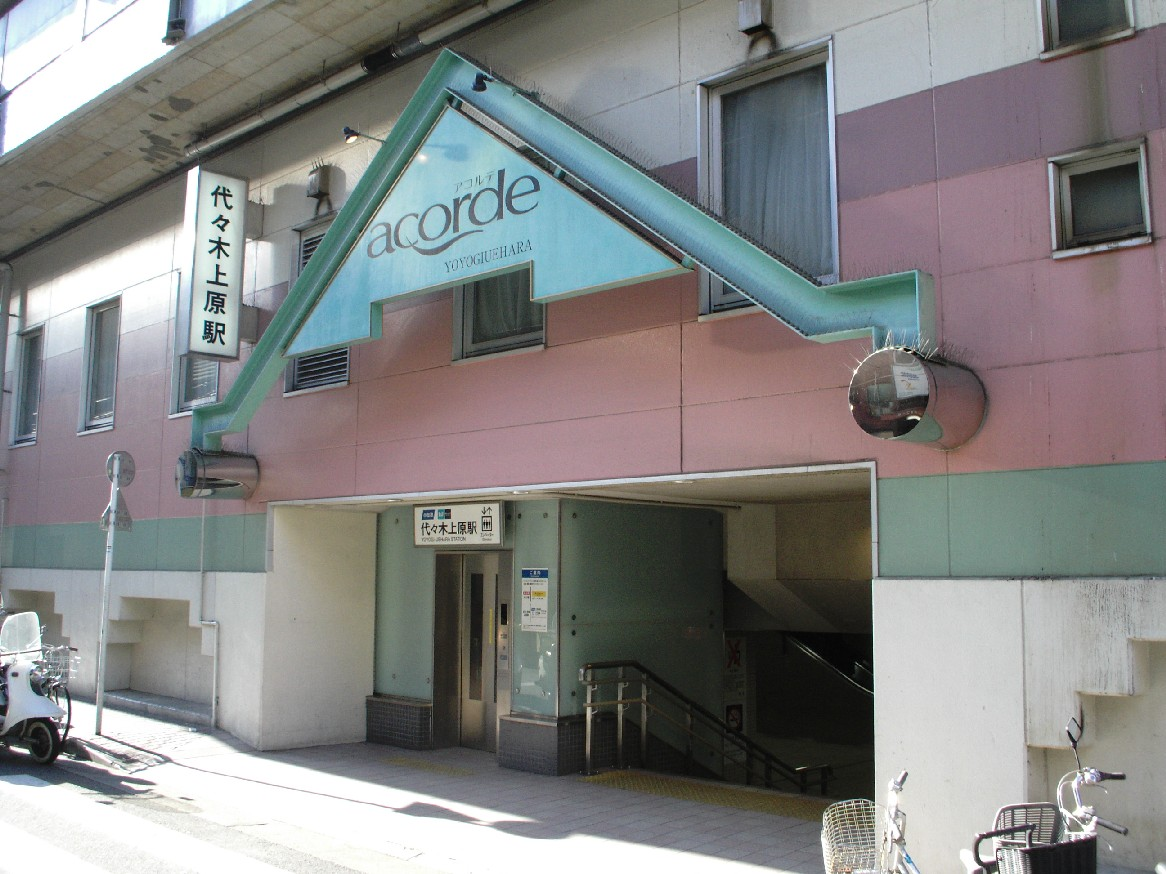
南口（2007年2月21日）
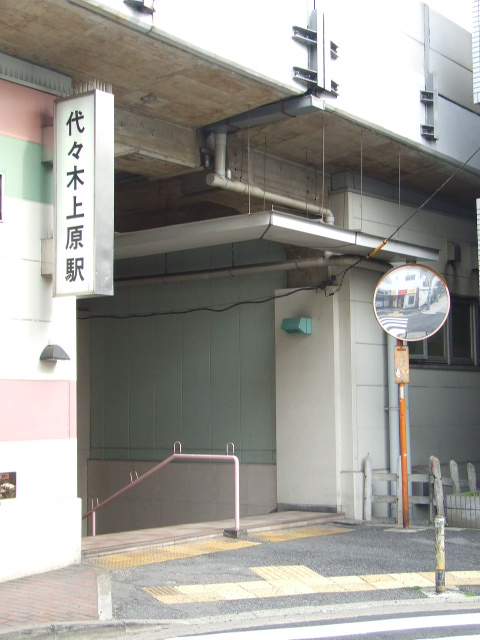
第二南口（2007年3月2日）
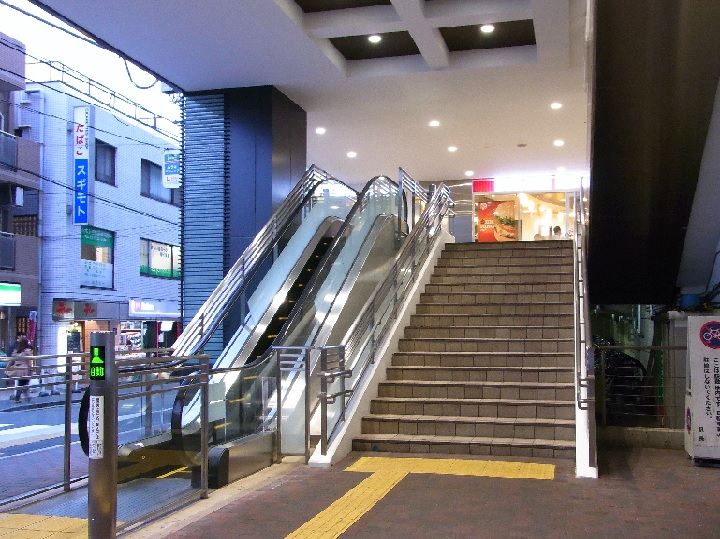
北口（2012年4月13日）
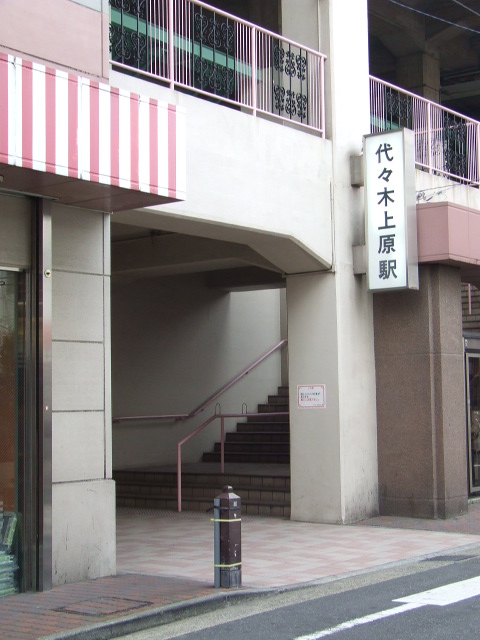
第二北口（2007年3月2日）
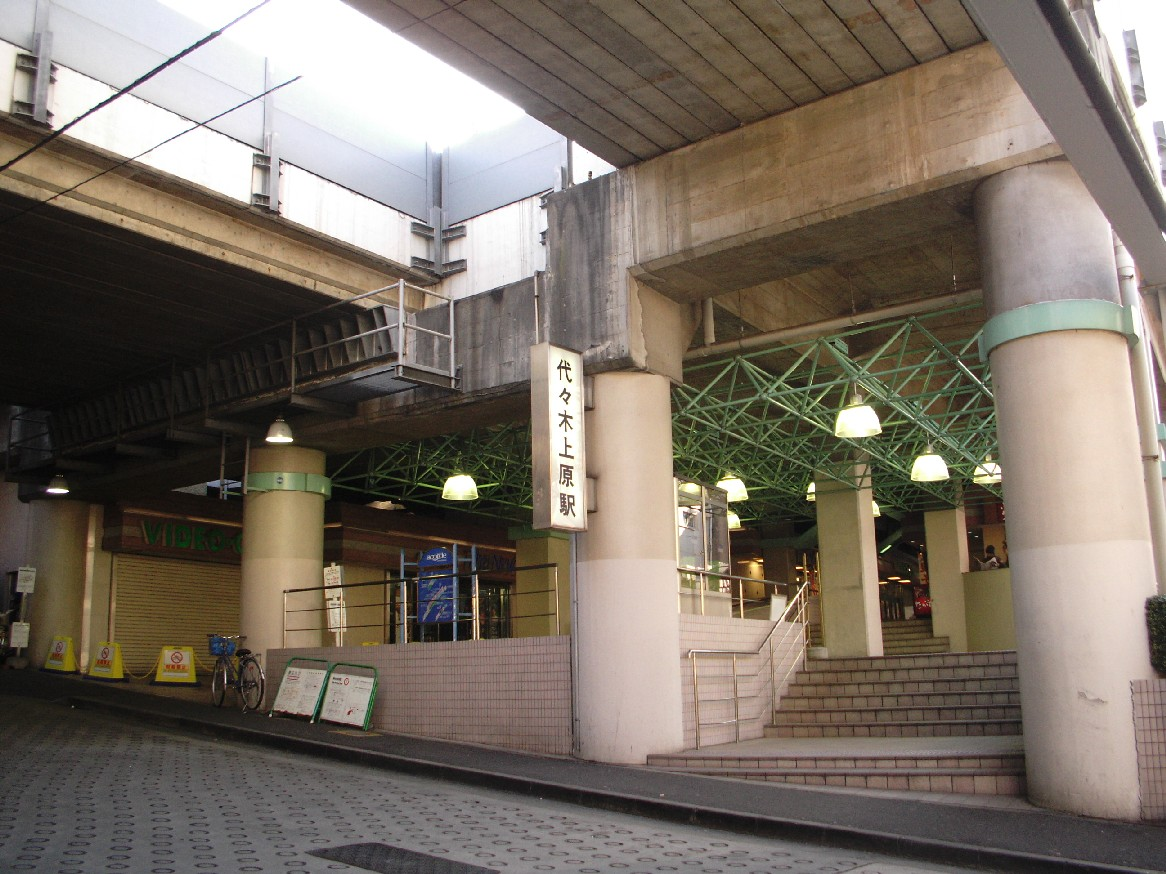
東口（2007年2月21日）
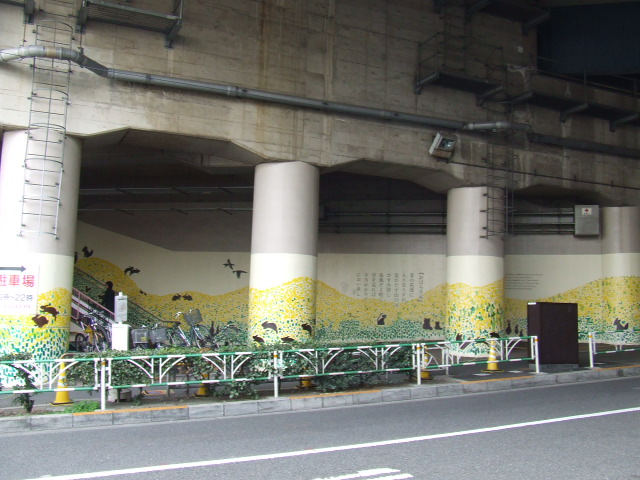
西口（2007年3月2日）
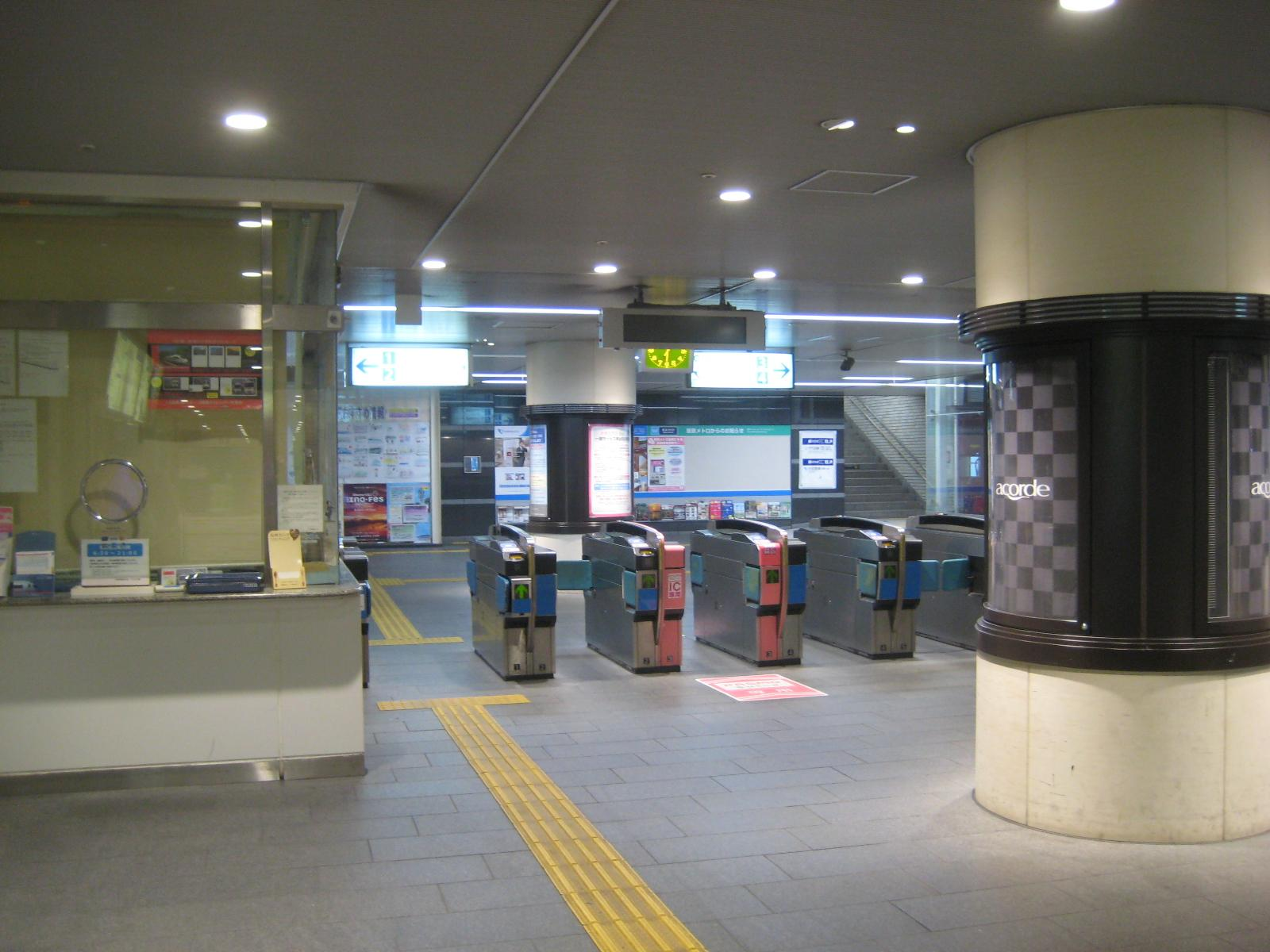
剪票口（2012年10月26日）
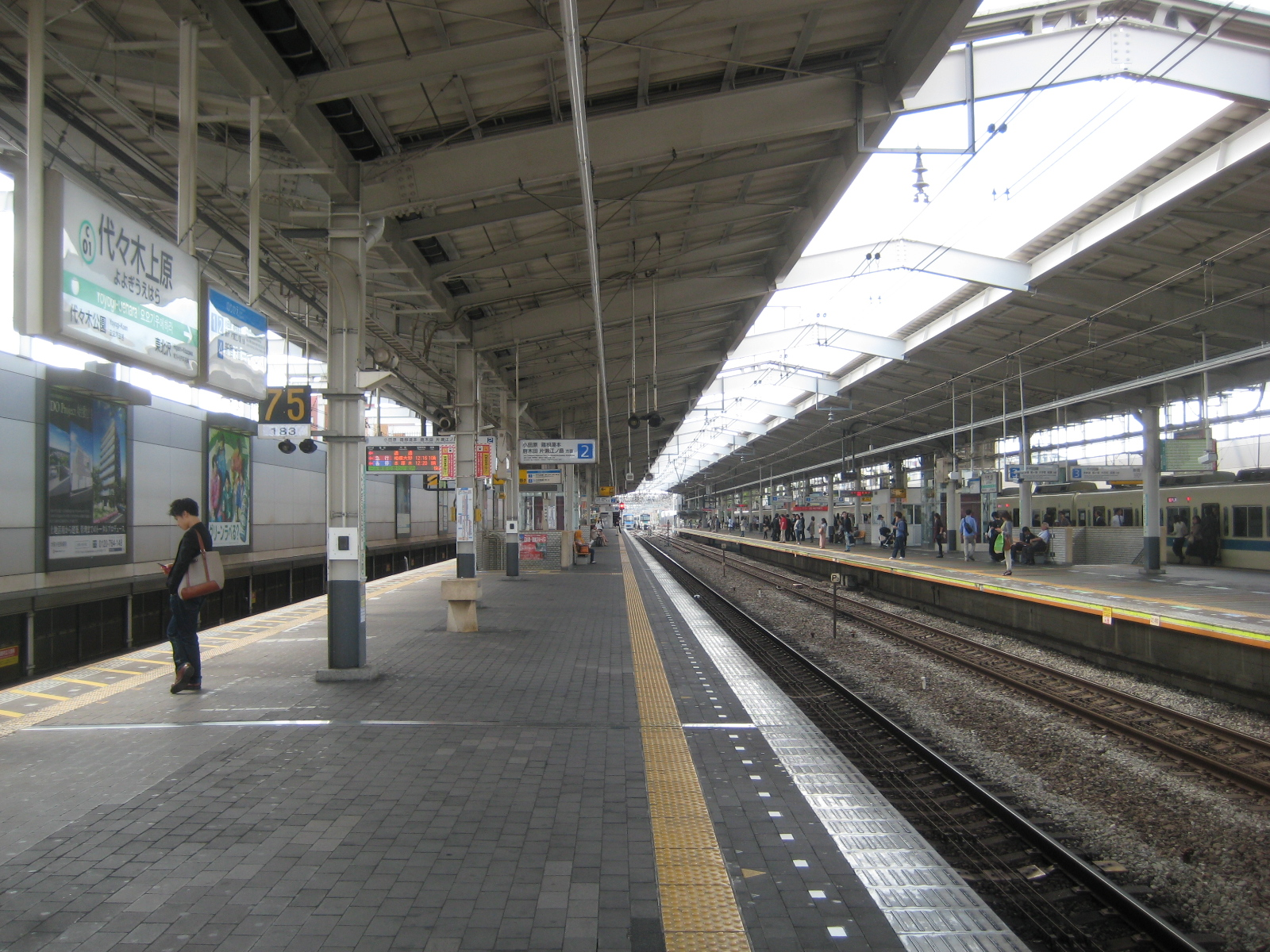
下行月台（2012年10月8日）
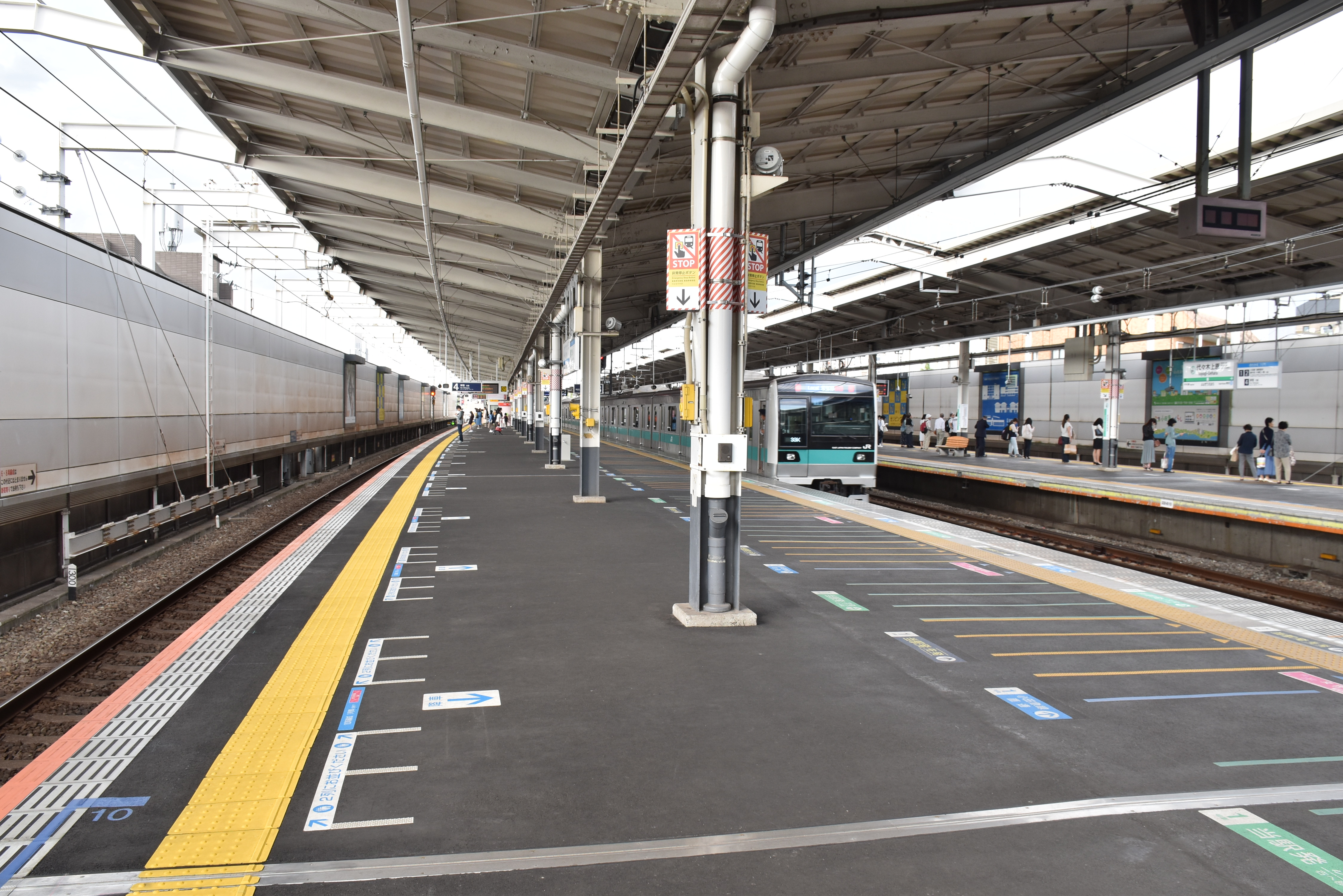
上行月台（2018年5月19日）
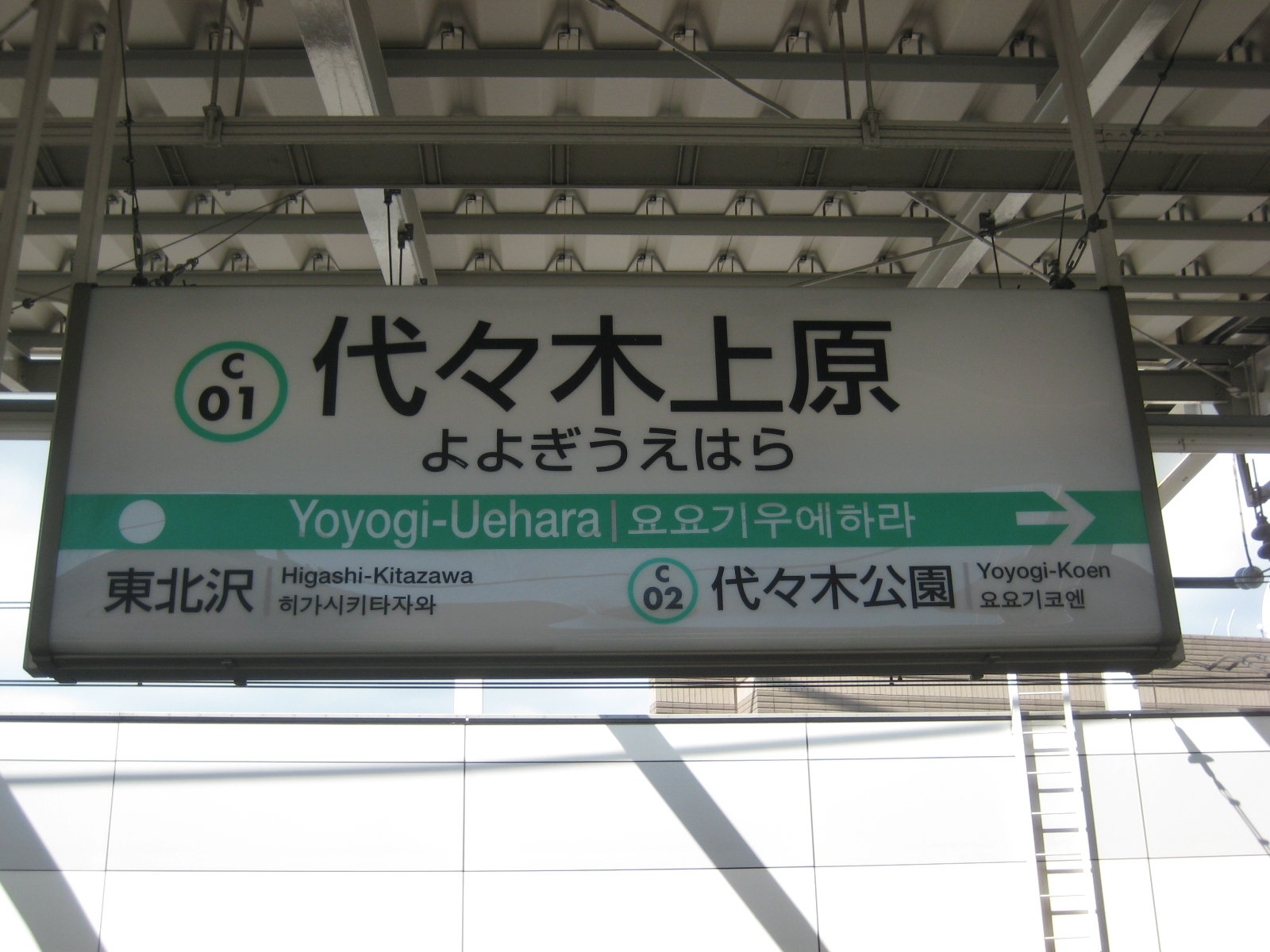
千代田線站名標（2012年10月8日）
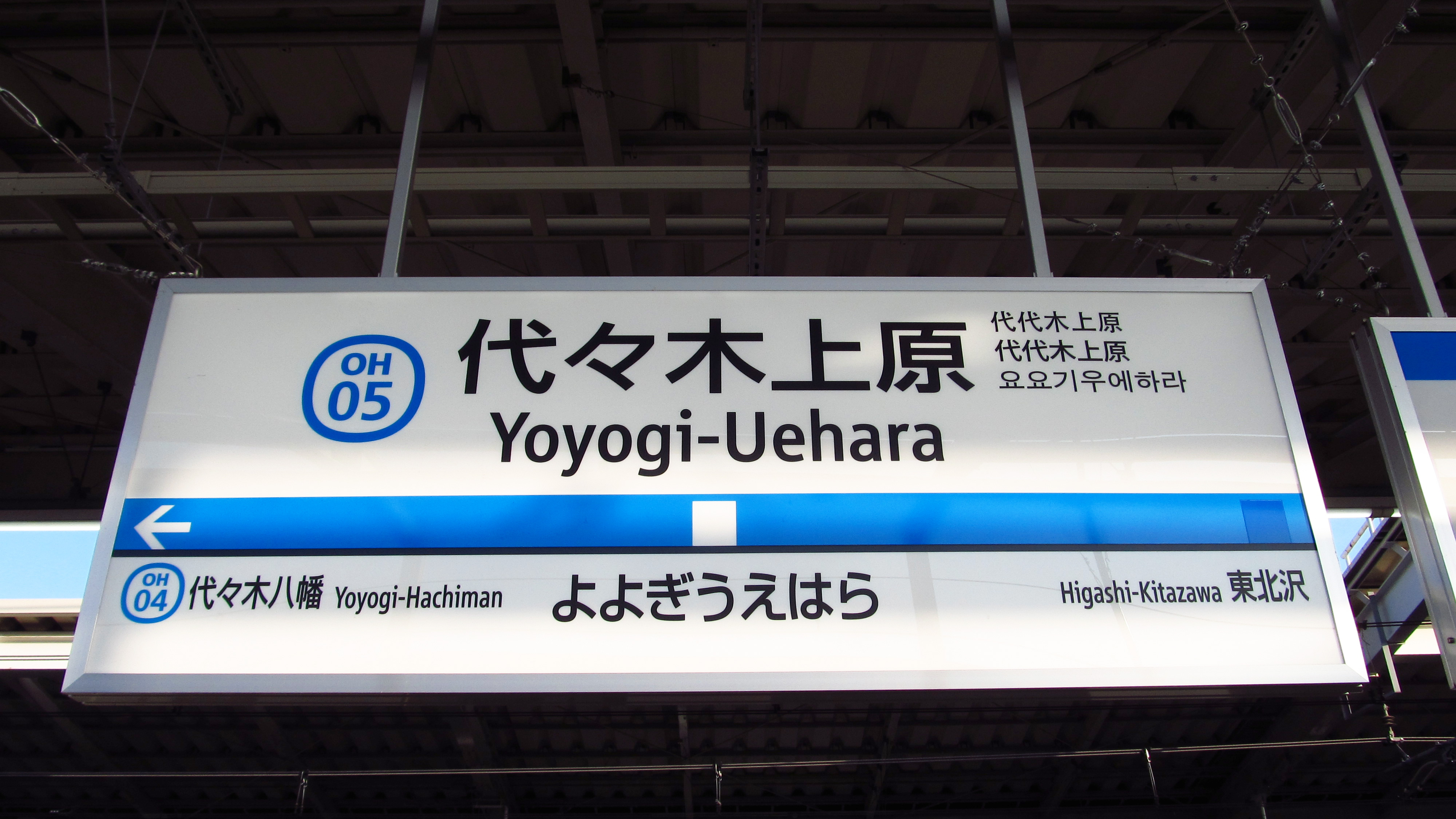
新型站名標（2019年4月20日）
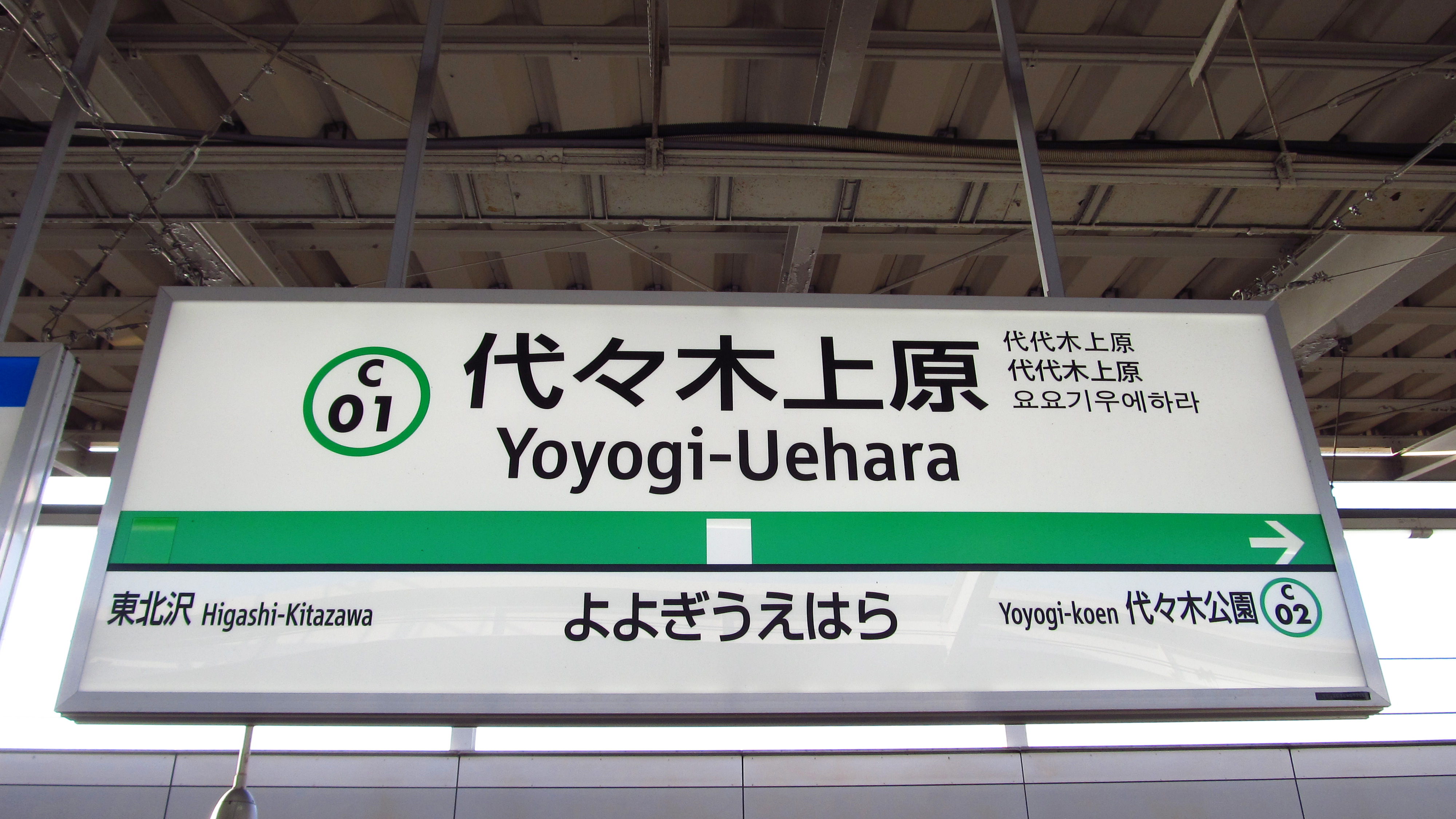
千代田線新型站名標（2019年4月20日）

## 利用狀況
- 小田急電鐵 - 2023年度1日平均上下車人次為257,017人（包括直通乘客）[利用客数 1]。
  - 小田急線內僅次於新宿站位居第2。
- 東京地下鐵 - 2023年度1日平均上下車人次為267,748人（包括直通乘客）[利用客数 2]。

### 各年度1日平均上下車人次
| 年度               | 小田急電鐵         | 小田急電鐵 | 小田原線 千代田線 直通人次 | 東京地下鐵         | 東京地下鐵 |
| 年度               | 1日平均 上下車人次 | 增長率     | 小田原線 千代田線 直通人次 | 1日平均 上下車人次 | 增長率     |
| ------------------ | ------------------ | ---------- | -------------------------- | ------------------ | ---------- |
| 1928年（昭和03年） | 2,168              |            | 未直通                     | 未開業             | 未開業     |
| 1930年（昭和05年） | 3,315              |            | 未直通                     | 未開業             | 未開業     |
| 1935年（昭和10年） | 3,545              |            | 未直通                     | 未開業             | 未開業     |
| 1940年（昭和15年） | 5,696              |            | 未直通                     | 未開業             | 未開業     |
| 1946年（昭和21年） | 6,314              |            | 未直通                     | 未開業             | 未開業     |
| 1950年（昭和25年） | 9,978              |            | 未直通                     | 未開業             | 未開業     |
| 1955年（昭和30年） | 12,794             |            | 未直通                     | 未開業             | 未開業     |
| 1960年（昭和35年） | 17,131             |            | 未直通                     | 未開業             | 未開業     |
| 1965年（昭和40年） | 18,087             |            | 未直通                     | 未開業             | 未開業     |
| 1970年（昭和45年） | 18,479             |            | 未直通                     | 未開業             | 未開業     |
| 1972年（昭和47年） | 18,250             |            | 未直通                     | 未開業             | 未開業     |
| 1975年（昭和50年） | 15,802             |            | 未直通                     | 未開業             | 未開業     |
| 1977年（昭和52年） | 14,660             |            | 未直通                     | 未開業             | 未開業     |
| 1978年（昭和53年） | 91,593             |            |                            |                    |            |
| 1980年（昭和55年） | 131,490            |            |                            | 117,517            |            |
| 1985年（昭和60年） | 161,274            |            |                            | 168,675            |            |
| 1990年（平成02年） | 175,583            |            |                            | 185,306            |            |
| 1991年（平成03年） |                    |            |                            | 185,506            | 0.1%       |
| 1992年（平成04年） | 174,943            |            |                            | 181,626            | −2.1%      |
| 1993年（平成05年） |                    |            |                            | 179,146            | −1.4%      |
| 1994年（平成06年） |                    |            |                            | 175,794            | −1.9%      |
| 1995年（平成07年） | 163,205            |            |                            | 173,066            | −1.6%      |
| 1996年（平成08年） |                    |            |                            | 171,693            | −0.8%      |
| 1997年（平成09年） |                    |            |                            | 170,437            | −0.7%      |
| 1998年（平成10年） |                    |            |                            | 171,592            | 0.7%       |
| 1999年（平成11年） |                    |            |                            | 171,092            | −0.3%      |
| 2000年（平成12年） | 171,288            |            |                            | 170,886            | −0.1%      |
| 2001年（平成13年） |                    |            |                            | 174,478            | 2.1%       |
| 2002年（平成14年） | 176,411            |            | 138,219                    | 177,139            | 1.5%       |
| 2003年（平成15年） | 178,237            | 1.0%       | 140,053                    | 176,548            | −0.3%      |
| 2004年（平成16年） | 175,404            | −1.6%      | 142,556                    | 175,563            | −0.6%      |
| 2005年（平成17年） | 182,257            | 3.9%       | 149,165                    | 182,036            | 3.7%       |
| 2006年（平成18年） | 192,704            | 5.7%       | 158,952                    | 193,793            | 6.5%       |
| 2007年（平成19年） | 214,530            | 11.3%      | 179,270                    | 220,239            | 13.6%      |
| 2008年（平成20年） | 223,176            | 4.0%       | 191,218                    | 225,348            | 2.3%       |
| 2009年（平成21年） | 224,465            | 0.6%       | 194,403                    | 228,994            | 1.6%       |
| 2010年（平成22年） | 224,032            | −0.2%      | 195,130                    | 227,020            | −0.9%      |
| 2011年（平成23年） | 222,249            | −0.8%      | 193,068                    | 225,658            | −0.6%      |
| 2012年（平成24年） | 230,242            | 3.6%       | 200,186                    | 234,945            | 4.1%       |
| 2013年（平成25年） | 240,639            | 4.5%       | 209,814                    | 246,749            | 5.0%       |
| 2014年（平成26年） | 243,222            | 1.1%       | 212,507                    | 250,439            | 1.5%       |
| 2015年（平成27年） | 251,439            | 3.4%       | 220,103                    | 259,259            | 3.5%       |
| 2016年（平成28年） | 255,378            | 1.6%       | 223,172                    | 268,742            | 3.7%       |
| 2017年（平成29年） | 262,708            | 2.9%       | 230,123                    | 278,836            | 3.8%       |
| 2018年（平成30年） | 276,210            | 5.1%       | 242,246                    | 292,774            | 5.0%       |
| 2019年（令和元年） | 283,238            | 2.5%       | 249,333                    | 301,234            | 2.9%       |
| 2020年（令和02年） | 190,176            | −32.9%     |                            | 199,709            | −33.7%     |
| 2021年（令和03年） | 207,581            | 9.2%       |                            | 215,269            | 7.8%       |
| 2022年（令和04年） | 237,023            | 14.2%      |                            | 245,740            | 14.2%      |
| 2023年（令和05年） | 257,017            | 8.4%       |                            | 267,748            | 9.0%       |

### 各年度1日平均上車人次（1927年－1935年）
| 年度               | 小田原 急行鐵道 | 來源             |
| ------------------ | --------------- | ---------------- |
| 1927年（昭和02年） | 794             | [ 東京府統計 1 ] |
| 1928年（昭和03年） | 1,087           | [ 東京府統計 2 ] |
| 1929年（昭和04年） | 1,482           | [ 東京府統計 3 ] |
| 1930年（昭和05年） | 1,665           | [ 東京府統計 4 ] |
| 1931年（昭和06年） | 1,708           | [ 東京府統計 5 ] |
| 1932年（昭和07年） | 1,679           | [ 東京府統計 6 ] |
| 1933年（昭和08年） | 1,699           | [ 東京府統計 7 ] |
| 1934年（昭和09年） | 1,696           | [ 東京府統計 8 ] |
| 1935年（昭和10年） | 1,768           | [ 東京府統計 9 ] |

### 各年度1日平均上車人次（1956年－2000年）
| 年度               | 小田急電鐵 | 營團       | 來源              |
| ------------------ | ---------- | ---------- | ----------------- |
| 1956年（昭和31年） | 6,904      | 未 開 業   | [ 東京都統計 1 ]  |
| 1957年（昭和32年） | 7,245      | 未 開 業   | [ 東京都統計 2 ]  |
| 1958年（昭和33年） | 7,684      | 未 開 業   | [ 東京都統計 3 ]  |
| 1959年（昭和34年） | 7,843      | 未 開 業   | [ 東京都統計 4 ]  |
| 1960年（昭和35年） | 8,358      | 未 開 業   | [ 東京都統計 5 ]  |
| 1961年（昭和36年） | 8,662      | 未 開 業   | [ 東京都統計 6 ]  |
| 1962年（昭和37年） | 8,911      | 未 開 業   | [ 東京都統計 7 ]  |
| 1963年（昭和38年） | 8,868      | 未 開 業   | [ 東京都統計 8 ]  |
| 1964年（昭和39年） | 8,856      | 未 開 業   | [ 東京都統計 9 ]  |
| 1965年（昭和40年） | 8,857      | 未 開 業   | [ 東京都統計 10 ] |
| 1966年（昭和41年） | 8,863      | 未 開 業   | [ 東京都統計 11 ] |
| 1967年（昭和42年） | 8,916      | 未 開 業   | [ 東京都統計 12 ] |
| 1968年（昭和43年） | 9,019      | 未 開 業   | [ 東京都統計 13 ] |
| 1969年（昭和44年） | 9,021      | 未 開 業   | [ 東京都統計 14 ] |
| 1970年（昭和45年） | 8,918      | 未 開 業   | [ 東京都統計 15 ] |
| 1971年（昭和46年） | 9,049      | 未 開 業   | [ 東京都統計 16 ] |
| 1972年（昭和47年） | 8,740      | 未 開 業   | [ 東京都統計 17 ] |
| 1973年（昭和48年） | 8,055      | 未 開 業   | [ 東京都統計 18 ] |
| 1974年（昭和49年） | 8,288      | 未 開 業   | [ 東京都統計 19 ] |
| 1975年（昭和50年） | 7,495      | 未 開 業   | [ 東京都統計 20 ] |
| 1976年（昭和51年） | 6,471      | 未 開 業   | [ 東京都統計 21 ] |
| 1977年（昭和52年） | 6,288      | [ 備考 2 ] | [ 東京都統計 22 ] |
| 1978年（昭和53年） | 43,312     | 46,159     | [ 東京都統計 23 ] |
| 1979年（昭和54年） | 54,402     | 59,314     | [ 東京都統計 24 ] |
| 1980年（昭和55年） | 58,693     | 64,071     | [ 東京都統計 25 ] |
| 1981年（昭和56年） | 62,901     | 68,904     | [ 東京都統計 26 ] |
| 1982年（昭和57年） | 66,351     | 73,060     | [ 東京都統計 27 ] |
| 1983年（昭和58年） | 69,443     | 76,986     | [ 東京都統計 28 ] |
| 1984年（昭和59年） | 72,934     | 80,222     | [ 東京都統計 29 ] |
| 1985年（昭和60年） | 75,899     | 83,978     | [ 東京都統計 30 ] |
| 1986年（昭和61年） | 79,115     | 87,847     | [ 東京都統計 31 ] |
| 1987年（昭和62年） | 80,298     | 91,667     | [ 東京都統計 32 ] |
| 1988年（昭和63年） | 80,918     | 93,129     | [ 東京都統計 33 ] |
| 1989年（平成元年） | 81,118     | 92,723     | [ 東京都統計 34 ] |
| 1990年（平成02年） | 81,871     | 92,529     | [ 東京都統計 35 ] |
| 1991年（平成03年） | 81,262     | 91,984     | [ 東京都統計 36 ] |
| 1992年（平成04年） | 80,104     | 90,556     | [ 東京都統計 37 ] |
| 1993年（平成05年） | 78,274     | 88,833     | [ 東京都統計 38 ] |
| 1994年（平成06年） | 76,575     | 87,334     | [ 東京都統計 39 ] |
| 1995年（平成07年） | 75,055     | 86,087     | [ 東京都統計 40 ] |
| 1996年（平成08年） | 74,641     | 85,501     | [ 東京都統計 41 ] |
| 1997年（平成09年） | 74,027     | 85,329     | [ 東京都統計 42 ] |
| 1998年（平成10年） | 73,940     | 86,148     | [ 東京都統計 43 ] |
| 1999年（平成11年） | 74,216     | 85,694     | [ 東京都統計 44 ] |
| 2000年（平成12年） | 74,677     | 86,216     | [ 東京都統計 45 ] |

### 各年度1日平均上車人次（2001年以後）
| 年度               | 小田急電鐵 | 東京地下鐵 | 來源              |
| ------------------ | ---------- | ---------- | ----------------- |
| 2001年（平成13年） | 76,904     | 87,937     | [ 東京都統計 46 ] |
| 2002年（平成14年） | 78,501     | 89,266     | [ 東京都統計 47 ] |
| 2003年（平成15年） | 80,459     | 90,232     | [ 東京都統計 48 ] |
| 2004年（平成16年） | 81,995     | 90,490     | [ 東京都統計 49 ] |
| 2005年（平成17年） | 85,449     | 93,918     | [ 東京都統計 50 ] |
| 2006年（平成18年） | 90,685     | 99,874     | [ 東京都統計 51 ] |
| 2007年（平成19年） | 101,347    | 112,825    | [ 東京都統計 52 ] |
| 2008年（平成20年） | 106,425    | 116,318    | [ 東京都統計 53 ] |
| 2009年（平成21年） | 107,668    | 116,953    | [ 東京都統計 54 ] |
| 2010年（平成22年） | 107,468    | 116,860    | [ 東京都統計 55 ] |
| 2011年（平成23年） | 106,749    | 115,885    | [ 東京都統計 56 ] |
| 2012年（平成24年） | 110,726    | 120,633    | [ 東京都統計 57 ] |
| 2013年（平成25年） | 115,888    | 126,758    | [ 東京都統計 58 ] |
| 2014年（平成26年） | 117,138    | 129,133    | [ 東京都統計 59 ] |
| 2015年（平成27年） | 121,251    | 133,577    | [ 東京都統計 60 ] |
| 2016年（平成28年） | 123,249    | 138,403    | [ 東京都統計 61 ] |
| 2017年（平成29年） | 126,984    | 143,411    | [ 東京都統計 62 ] |
| 2018年（平成30年） | 133,904    | 150,288    | [ 東京都統計 63 ] |
| 2019年（令和元年） | 154,383    | 137,566    | [ 東京都統計 64 ] |
| 2020年（令和2年）  | 92,904     |            | [ 東京都統計 65 ] |
| 2021年（令和3年）  |            | 110,170    |                   |

備註
1. ↑  1927年4月1日開業。
2. ↑  1978年3月31日開業。

## 車站周邊
月台下的acorde（アコルデ）代代木上原由於加強耐震補強進行整修。2011年6月23日全面開幕。
- 井之頭通
- 古賀政男音樂博物館
- 日本音樂著作權協會本部
- 東京大清真寺土耳其文化中心
- 澀谷區役所（日语：渋谷区役所）上原出張所、澀谷區上原區民會館、澀谷區上原敬老館
- 澀谷區上原社會教育館
- 澀谷上原郵便局
- 三菱東京UFJ銀行代代木上原支店
- 上原站前商店街（页面存档备份，存于）
- 上原銀座商店街
- 代代木上原南口商店會
- 上原仲通商店街

### 巴士路線
車站附近的井之頭通有「代代木上原站」巴士站，可搭乘京王巴士東路線巴士。
- 澀68 - 往大原一丁目、永福町車庫（僅夜間）／經澀谷區役所往澀谷站（僅早晨）
- 澀69 - 往笹塚站（循環）／經澀谷區役所往澀谷站

2010年7月1日起，澀谷區社區巴士「八公巴士」在西原兒童遊園地附近設置巴士站。
- 八公巴士越丘線 - 經活潑中心富谷（はつらつセンター富ヶ谷）往澀谷站

## 其他
- 全月台使用小田急方式的廣播。3號月台設有東京地下鐵仕樣的列車資訊顯示器，但與其他千代田線車站不同的是只有日文、英文（沒有中文、韓文）。
- 浪漫特急（不停本站）、急行、通勤準急、準急、各站停車實施直通運轉，但全車種除了浪漫特快以外在千代田線內皆為各站停車。因此，往綾瀨方向的急行、通勤準急、準急從本站開始變更車種為「各站停車」（一樣套用於本站發車的列車）。相反地，千代田線發出的直通列車，在線內會顯示小田急線的車種（僅在線內營運的顯示「各站停車」）。此外，2018年11月結束營運的東京地下鐵6000系列車顯示器無法顯示「各站停車」。

### 站名由來
開站當時名為「代代幡上原」，來自當時地名東京府豐多摩郡代代幡村大字上原。
現在的「代代木上原」是來自1932年（昭和7年）10月10日，鄰接東京市的5郡82町村併入東京市後的行政地名「東京府東京市澀谷區代代木上原町」。

### 東京地下鐵線、小田急線直通特急列車
2008年3月15日起，小田急浪漫特快（60000形「MSE」）與東京地下鐵線（千代田線、有樂町線）直通運轉，並在本站進行司機換班。

## 相鄰車站
小田急電鐵
 小田原線
■快速急行、■急行（部分急行直通千代田線）
新宿（OH 01）－代代木上原（OH 05）－下北澤（OH 07）
□通勤急行
（千代田線）－代代木上原（OH 05）－下北澤（OH 07）
□通勤準急、■準急（全部直通千代田線）
（千代田線）－代代木上原（OH 05）－下北澤（OH 07）
■各站停車
代代木八幡（OH 04）－代代木上原（OH 05）－東北澤（OH 06）
 東京地下鐵
 千代田線
（小田原線）－代代木上原（C 01）－代代木公園（C 02）
- 千代田線內除浪漫特快外，實行直通運轉的全部列車停靠本站。因此，綾瀨方向的急行、通勤準急、準急在本站不表示車種類別，而小田急4000形、東京地下鐵16000系、JR東日本E233系2000番台直通JR常磐緩行線的列車顯示為「各站停車」（本站始發的列車也是相同情況）。來自千代田線的直通列車自綾瀨開始顯示小田急線的車種類別。

### 來源
私鐵、地下鐵1日平均使用人數
1. ↑  1日平均乗降人員 （页面存档备份，存于） - 小田急電鉄
2. ↑  .   [2016-04-03]. （原始内容存档于2018-02-13）.

小田急電鐵1日平均使用人數
1. ↑  . 小田急電鉄.   [2024-06-25]. （原始内容存档于2023-03-08） （日语）.
2. ↑  . 小田急電鉄.   [2024-06-25]. （原始内容存档于2023-07-01） （日语）.
3. ↑  . 小田急電鉄.   [2024-06-25]. （原始内容存档于2024-06-28） （日语）.

東京地下鐵1日平均使用人數
1. ↑  . 東京地下鉄.   [2023-06-27] （日语）.
2. ↑  . 東京地下鉄.   [2023-06-27] （日语）.
3. ↑  . 東京地下鉄.   [2024-06-24] （日语）.
4. ↑  . 東京地下鉄.   [2024-06-24] （日语）.

東京府統計書
1. ↑  .   [2018-11-05]. （原始内容存档于2019-02-20）.
2. ↑  .   [2018-11-05]. （原始内容存档于2019-02-20）.
3. ↑  .   [2018-11-05]. （原始内容存档于2019-02-20）.
4. ↑  .   [2018-11-05]. （原始内容存档于2019-02-20）.
5. ↑  .   [2018-11-05]. （原始内容存档于2019-02-20）.
6. ↑  .   [2018-11-05]. （原始内容存档于2019-02-20）.
7. ↑  .   [2018-11-05]. （原始内容存档于2019-02-19）.
8. ↑  .   [2018-11-05]. （原始内容存档于2019-02-19）.
9. ↑  .   [2018-11-05]. （原始内容存档于2019-02-19）.

東京都統計年鑑
1. ↑  昭和31年PDF - 10ページ
2. ↑  昭和32年PDF - 10ページ
3. ↑  昭和33年PDF - 10ページ
4. ↑  .   [2018-11-05]. （原始内容存档于2016-03-05）.
5. ↑  .   [2018-11-05]. （原始内容存档于2016-03-05）.
6. ↑  .   [2018-11-05]. （原始内容存档于2015-06-29）.
7. ↑  .   [2018-11-05]. （原始内容存档于2015-06-29）.
8. ↑  .   [2018-11-05]. （原始内容存档于2015-06-29）.
9. ↑  .   [2018-11-05]. （原始内容存档于2015-06-29）.
10. ↑  .   [2018-11-05]. （原始内容存档于2016-03-05）.
11. ↑  .   [2018-11-05]. （原始内容存档于2016-03-05）.
12. ↑  .   [2018-11-05]. （原始内容存档于2016-03-05）.
13. ↑  .   [2018-11-05]. （原始内容存档于2016-03-05）.
14. ↑  .   [2018-11-05]. （原始内容存档于2016-03-05）.
15. ↑  .   [2018-11-05]. （原始内容存档于2016-03-05）.
16. ↑  .   [2018-11-05]. （原始内容存档于2015-06-29）.
17. ↑  .   [2018-11-05]. （原始内容存档于2015-06-29）.
18. ↑  .   [2018-11-05]. （原始内容存档于2015-06-29）.
19. ↑  .   [2018-11-05]. （原始内容存档于2016-03-05）.
20. ↑  .   [2018-11-05]. （原始内容存档于2016-06-02）.
21. ↑  .   [2018-11-05]. （原始内容存档于2015-06-29）.
22. ↑  .   [2018-11-05]. （原始内容存档于2016-03-05）.
23. ↑  .   [2018-11-05]. （原始内容存档于2015-06-29）.
24. ↑  .   [2018-11-05]. （原始内容存档于2016-03-05）.
25. ↑  .   [2018-11-05]. （原始内容存档于2016-03-05）.
26. ↑  .   [2018-11-05]. （原始内容存档于2016-03-05）.
27. ↑  .   [2018-11-05]. （原始内容存档于2015-06-29）.
28. ↑  .   [2018-11-05]. （原始内容存档于2015-06-29）.
29. ↑  .   [2018-11-05]. （原始内容存档于2015-06-29）.
30. ↑  .   [2018-11-05]. （原始内容存档于2016-03-05）.
31. ↑  .   [2018-11-05]. （原始内容存档于2016-03-05）.
32. ↑  .   [2018-11-05]. （原始内容存档于2015-06-29）.
33. ↑  .   [2018-11-05]. （原始内容存档于2016-03-05）.
34. ↑  .   [2018-11-05]. （原始内容存档于2016-03-05）.
35. ↑  .   [2018-11-05]. （原始内容存档于2016-03-05）.
36. ↑  .   [2018-11-05]. （原始内容存档于2016-03-05）.
37. ↑  .   [2016-04-03]. （原始内容存档于2013-08-15）.
38. ↑  .   [2016-04-03]. （原始内容存档于2013-02-03）.
39. ↑  .   [2016-04-03]. （原始内容存档于2013-02-03）.
40. ↑  .   [2016-04-03]. （原始内容存档于2013-02-03）.
41. ↑  .   [2016-04-03]. （原始内容存档于2013-02-03）.
42. ↑  .   [2016-04-03]. （原始内容存档于2016-03-04）.
43. ↑  平成10年PDF
44. ↑  平成11年PDF
45. ↑  .   [2016-04-03]. （原始内容存档于2016-03-04）.
46. ↑  .   [2016-04-03]. （原始内容存档于2016-03-04）.
47. ↑  .   [2016-04-03]. （原始内容存档于2017-07-29）.
48. ↑  .   [2016-04-03]. （原始内容存档于2017-07-29）.
49. ↑  .   [2016-04-03]. （原始内容存档于2017-07-29）.
50. ↑  .   [2016-04-03]. （原始内容存档于2017-07-29）.
51. ↑  .   [2016-04-03]. （原始内容存档于2017-07-29）.
52. ↑  .   [2016-04-03]. （原始内容存档于2017-07-29）.
53. ↑  .   [2016-04-03]. （原始内容存档于2017-07-29）.
54. ↑  .   [2016-04-03]. （原始内容存档于2016-03-26）.
55. ↑  .   [2016-04-03]. （原始内容存档于2016-03-27）.
56. ↑  .   [2016-04-03]. （原始内容存档于2016-03-25）.
57. ↑  .   [2016-04-03]. （原始内容存档于2016-03-27）.
58. ↑  東京都統計年鑑（平成25年）[永久]
59. ↑  .   [2017-04-02]. （原始内容存档于2017-07-30）.
60. ↑  .   [2017-06-18]. （原始内容存档于2018-11-09）.
61. ↑  .   [2018-11-05]. （原始内容存档于2019-05-02）.
62. ↑  .   [2020-03-08]. （原始内容存档于2019-12-03）.
63. ↑  平成30年
64. ↑  平成31年・令和元年
65. ↑  令和2年

私鐵、地下鐵統計資料
1. ↑  各種報告書 （页面存档备份，存于） - 関東交通広告協議会
2. 1 2  渋谷区勢概要 （页面存档备份，存于） - 渋谷区
3. ↑  .   [2016-04-03]. （原始内容存档于2016-04-01）.

## 外部連結
- 代代木上原 - 小田急電鐵
- 東京地下鐵 – 代代木上原站 （页面存档备份，存于）（繁體中文）